# Flávia Junqueira
Flávia Junqueira (São Paulo, 15 de Fevereiro de 1985) é uma artista plástica brasileira. 

## Vida e educação
Flávia iniciou seu contato com a arte ainda criança. Aos 13 anos de idade ingressou de forma complementar na escola Pan Americana de Artes e Design de São Paulo. Em 2004, iniciou sua graduação em fotografia, concomitante ao bacharelado em Artes Plásticas na Fundação Armando Alvares Penteado (FAAP).  Durante a graduação, foi assistente do cenógrafo e arquiteto José Carlos Serroni. Seu trabalho de conclusão de curso, A conhecer os meus segredos, foi orientado pelo professor Ronaldo Entler.   

## Carreira
Em seus primeiros trabalhos, a artista criou cenários preenchidos pelo excesso de objetos. A série A Casa em Festa, exposta na inauguração da Zipper Galeria em 2010, questionou a ironia da candura infantil através de atos performáticos da própria artista e da memória e relação afetiva com os objetos. No mesmo ano, Flávia foi convidada para a residência artística Red Bull House of Art em São Paulo. 
Em 2011, Flávia deslocou-se para espaços externos ao ambiente afetivo da casa, percorrendo um caminho por prédios antigos e decadentes. São Paulo foi o cenário para compor a série Sonhar com uma Casa na Casa. Com sua carreira em florescimento, ela segue para uma residência artística na Cité Des Arts em Paris. Ao longo de sua estadia, a artista realizou o trabalho de catalogação dos carrosséis da cidade, que gerou a série Um outro mapa para Paris. Ainda pela Europa, a artista seguiu para Donetsk na Ucrânia onde participou da residência artística regida pelo curador e artista Boris Mikhailov. Na exposição Partly Cloud a artista utilizou o abandono de um palácio cultural soviético para refletir o paradoxo sentimental que acompanha a passagem do tempo.
Quando retorna ao Brasil, seu estilo consolida-se com a fotografia encenada. Influenciada por José Carlos Serroni, ela explorou em suas obras a relação entre artes, cenografia e fotografia. Ao longo do desenvolvimento de pesquisa, sua obra incorporou referências de Sophie Calle, Andy Warhol e Jeff Koons, artistas de moda como David La Chapelle, além da Influência de fotógrafos como Jeff Wall e Gregory Crewdson, que trabalham a relação do cinema com a fotografia, e de Cindy Sherman, pioneira da foto encenada.
Em Projeto para Finais Felizes (2012), obra apresentada na Temporada de Projetos no Paço das Artes, a artista apresentou finais felizes coletados de livros infantis, buscando apagar toda a história e deixando somente o motivo pelo qual o personagem encontrou sua felicidade. 
Em Estudo para Inversão (2013) e O caminho que percorri até te encontrar (2011/2014), Junqueira trabalhou o maquinário dos carrosséis e sua funcionalidade como parte de rituais de lazer. Eles também apareceram como indicadores geográficos, em mapas de Paris e Buenos Aires, estabelecendo novas sinalizações cartográficas. Sua proposta era expôr fissuras no espaço – seja ele infantil, melancólico ou festivo – em meio ao cotidiano, na tentativa de tensionar e manipular o real.
Em Quando os Monstros Envelhecem (2016), a artista deixou de lado a composição caótica de trabalhos anteriores, recolheu os objetos que a acompanhavam e os exibiu isolados, desmembrados da pilha de bexigas e brinquedos. Os monstros não a assustam tanto e foram até satirizados. Flávia apresentou espaços funcionais, dirigidos a adultos, mas que se travestiram de buffet infantil para amenizar o medo pueril. No mesmo ano, a artista concluiu seu mestrado em Artes Visuais na Universidade de São Paulo(USP), com a tese A Teatralidade da Vida Cotidiana sob a orientação de Mario Celso Ramiro de Andrade.
A partir de 2017, os balões começaram a ser elementos recorrentes e protagonistas em seu trabalho. Influenciada também pelo elemento circular da artista Yayoi Kusama, Flávia iniciou uma nova fase com a foto encenada, na qual suas obras incorporaram a arquitetura patrimonial e elementos históricos. Teatros, casas tombadas, castelos e ruínas integraram o projeto, por meio de sua história e durabilidade. A exposição O absurdo e a Graça (2019) apresentou balões flutuando em meio ao teatro vazio, elementos frágeis dentro de um espaço extremamente duradouro.
Na série de instalações Revoadas, composta por esculturas de balão realizadas em vidro soprado ou resina que pendem do teto, Flávia criou uma atmosfera lúdica no espaço. A analogia entre o sopro que preenche os balões e o que dá forma à escultura de vidro, constitui mais uma camada de lirismo em sua arte. 
Em 2021, em meio a pandemia, a artista incluiu balões de festa nas quadras vazias das escolas de samba do Rio de Janeiro, na produção de um documentário próprio. No mesmo ano, completou o doutorado pela Universidade Estadual de Campinas (UNICAMP) com a tese Revoada: a construção do encantamento a partir da reflexão sobre fotografia encenada, orientada por Ernesto Giovanni Boccara.

## Ligações Externas
Sítio Oficial